# Vlag van Zomergem
De vlag van Zomergem werd door de gemeenteraad op 7 mei 1987 officieel vastgesteld als de gemeentelijke vlag van de Oost-Vlaamse gemeente Zomergem. Op 7 juli 1987 werd hij door het Bestuur van Vlaanderen bevestigd en uiteindelijk gepubliceerd op 3 december 1987 in het officiële Belgisch Staatsblad.
Officieel wordt de vlag beschreven als:
Zeven even lange banen van wit en van rood
De vlag is gebaseerd op het hoofd van het wapen van de heren van Zomergem. Dit gemeentevlag is identiek aan de vlag van Keerbergen.
Op 1 januari 2019 is Zomergem samen met Lovendegem en Waarschoot opgegaan in de gemeente Lievegem. De vlag is daardoor als gemeentevlag komen te vervallen.

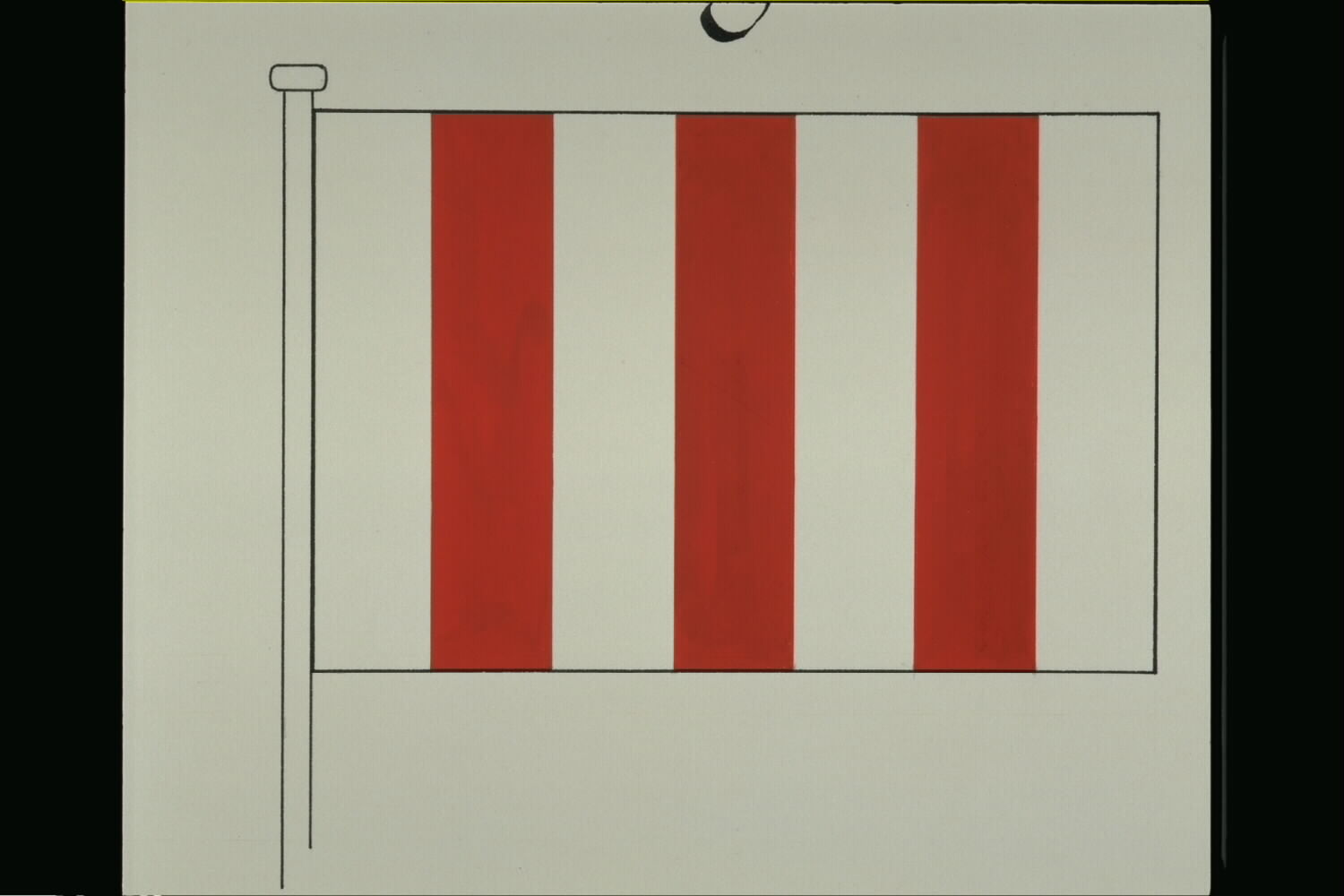
Officiële tekening van de vlag
Vlag van Keerbergen